# Liste der Baudenkmäler in Hemmerich
Die Liste der Baudenkmäler in Hemmerich enthält die denkmalgeschützten Bauwerke auf dem Gebiet von Bornheim (Rheinland)-Hemmerich in Nordrhein-Westfalen (Stand: Februar 2014). Diese Baudenkmäler sind in der Denkmalliste der Stadt Bornheim (Rheinland) eingetragen; Grundlage für die Aufnahme ist das Denkmalschutzgesetz Nordrhein-Westfalen (DSchG NRW).

| Bild           | Bezeichnung                           | Lage                                             | Beschreibung | Bauzeit   | Eingetragen seit | Denkmal- nummer |
| -------------- | ------------------------------------- | ------------------------------------------------ | ------------ | --------- | ---------------- | --------------- |
| weitere Bilder | Pfarrkirche St. Aegidius              | Hemmerich Maaßenstraße Karte                     |              | 1895–1896 |                  | 3               |
| weitere Bilder | Burgruine Hemmerich (abgebrannt 1945) | Hemmerich Jennerstraße 47 Karte                  |              |           |                  | 22              |
| weitere Bilder | Friedhof mit Kapelle                  | Hemmerich Jennerstraße Karte                     |              |           |                  | 81              |
| weitere Bilder | Pfarrhaus in Hemmerich (St. Aegidius) | Hemmerich Maaßenstraße 1 Karte                   |              |           |                  | 124             |
| weitere Bilder | Heiligenhäuschen                      | Hemmerich Jennerstraße / Ecke Waasemstraße Karte |              |           |                  | 142             |
| weitere Bilder | Kriegerdenkmal                        | Hemmerich Jennerstraße Karte                     |              |           |                  | 158             |
| weitere Bilder | Wegekreuz                             | Hemmerich Kuckucksweg -östlich vom - Karte       |              |           |                  | 176             |
| weitere Bilder | Fachwerkhof „Hasenhof“                | Hemmerich Pützgasse 10 Karte                     |              |           |                  | 182             |
| Hofanlage      | Hofanlage                             | Hemmerich Maaßenstraße 13 Karte                  |              |           |                  | 190             |